# Dýšina (hradiště)
Dýšina je pravěké hradiště u stejnojmenné obce v okrese Plzeň-město. Nachází se na vrchu Hradiště nad vodní nádrží Ejpovice jihovýchodně od vesnice.

## Historie
Ze starších archeologických výzkumů hradiště pochází keramické střepy z mladší doby bronzové, které se podobají artefaktům knovízské kultury. Během malého výzkumu provedeného v roce 1994 byly nalezeny střepy z pozdní doby halštatské.

## Stavební podoba
Hradiště snad mohlo mít dvě části. Z níže položené části, označované jako předhradí, pochází všechny archeologické nálezy, ale nebylo zjištěno žádné její opevnění. Výše položenou část hradiště chránil příčný val na přístupové straně a téměř kolmé skalní stěny na zbývajících stranách. Val byl postaven z kamenů, z nichž se na řadě míst dochovala pouze základová řada velkých kamenů, protože vrchní část valu se sesula ze svahu dolů.